# Eduardo Dominé
Eduardo Claudio Dominé (Buenos Aires, 25 febbraio 1968) è un ex cestista argentino.

## Carriera
Con l'Argentina ha disputato i Campionati mondiali del 1994.